# Antillopsyche wrighti
Antillopsyche wrighti är en nattsländeart som beskrevs av Banks 1941. Antillopsyche wrighti ingår i släktet Antillopsyche och familjen fångstnätnattsländor. Inga underarter finns listade i Catalogue of Life.